# Förenta nationernas klimatkonferens 2009
Förenta nationernas klimatkonferens 2009 (COP15) ägde rum på Bella Center i Köpenhamn, Danmark, mellan 7 och 18 december 2009. På mötet deltog cirka 15 000 delegater från 192 länder, och konferensens huvudmål var att delegaterna skulle enas om åtgärder som kan bromsa den globala uppvärmningen.
Konferensen var den femtonde konferensen mellan parterna bakom FN:s klimatkonvention och det femte mötet för parterna bakom Kyotoprotokollet (COP/MOP 5). Enligt de riktlinjer som sattes upp under klimatkonferensen i Bali (COP13) 2007 skulle Köpenhamnsmötet huvudmål vara att komma överens om vad som skulle ersätta Kyotoprotokollet när det löpte ut 2012. Kyotoprotokollet ingår i FN:s klimatkonvention som trädde i kraft 1994.

## Inför mötet
Strax innan mötet läckte stulna mail ut som påstods visa att forskare som FN byggt sina antaganden på hade ljugit. Affären kom att kallas Climategate men fick inga effekter på mötet.

## Köpenhamnsmötet
Mötet började den 7 december. USA la fram ett förslag om att landet ska minska utsläppen med 17 % fram till 2020 jämfört med 2005. Den lilla önationen Tuvalu lade den 9:e fram ett radikalt förslag om att temperaturökningen ska stanna på 1,5 grad. Världsmeteorologiorganisationen WMO presenterade data som visade att 2009 var det femte varmaste året sedan mätningarna startade. Dagen efter diskuterades Tuvalus förslag, som fick stöd av andra önationer men kritiserades av Kina och Indien.
Måndagen den 14 december kritiserade länderna i G77-gruppen EU för att försöka frångå Kyotoprotokollet. Framsteg gjordes mot avverkningen av skog genom skogsavtalet REDD. På tisdagen började den delen av mötet där ministrar närvarade och diskuterade med varandra. EU klargjorde att man ville ha ett nytt avtal eftersom USA och Kina inte skrev under Kyotoprotokollet. USA motsatte sig ett sådant protokoll.
På onsdag höll statscheferna tal samtidigt som det stod klart att förhandlingarna var i kris. Hugo Chávez höll ett uppmärksammat tal där kapitalismen utmålades som orsaken till problemet. Maldiverna var ett av de länder som riskerade att drabbas hårdast av den stigande vattennivån och landets president talade och tryckte på för att begränsa temperaturökningen till 1,5 grad. Ett danskt försök att försöka få fart på förhandlingarna skapade upprörda känslor bland u-länderna. Förslaget gick ut på att skrota Kyotoprotokollet och att dela upp u-länderna i olika grupperingar med olika krav baserat på ekonomisk utveckling. Dagen efter stod det klart att det inte kommer att bli ett avtal utan arbetet utgår från olika spår.
Den 18 december anlände Barack Obama och upprepade vad USA tidigare lovat om en minskning av utsläppen med 17 %. USA förde samtal med enskilda länder.

## Resultat
Mötet slog fast att den globala temperaturökningen inte får bli större än två grader och att de globala utsläppen måste minska. De olika utfästelser som olika länder gjorde före och under mötet finns med i slutprotokollet, men inga bindande krav. I-länderna förband sig att ge 30 miljarder dollar till u-länder i form av klimatbistånd. Ett område där konkreta resultat skedde var frågan om avskogning där ett system togs fram för hur i-länder ska kunna skjuta till pengar för att förhindra avverkning i u-länder. Flera u-länder motsatte sig att ett bindande avtal skulle bli resultatet av mötet, där Kina pekades ut som den mest drivande. Alla länder deklarerade inte att de skulle skriva under protokollet. De som efter mötet deklarerade att de inte kommer att skriva under var Bolivia, Venezuela, Nicaragua, Kuba, Sudan och Tuvalu.

## Efterspel
EU hade innan mötet lovat en minskning med 30 % av utsläppen inom en tioårsperiod. Efter mötet ändrades detta till endast 20 % minskning.

## Reaktioner på mötet
Miljöpartisten Maria Wetterstrand var mycket besviken över mötet. I en debattartikel i Dagens Nyheter efter konferensen beskrev hon det som ett "monumentalt nederlag". Särskilt kritisk var hon mot att inget konkret avtal skrevs under och att viktiga beslut inom miljöområdet sköts på framtiden. Mot bakgrund av misslyckandet ansåg hon att det behövs ett nytänkande inom FN-systemet om hur klimatförhandlingar bedrivs. Hon efterlyste också en klimatprogressiv allians, bestående av länder både från nord och syd, som tillsammans kunde gå i bräschen i det globala arbetet mot växthuseffekt och andra miljöproblem.
Miljöminister Andreas Carlgren menade att huvudorsaken till det misslyckade mötet var att USA och Kina helt enkelt inte ville gå lika långt som övriga länder. Den beskrivningen kritiserade dock socialdemokraten Lena Sommestad. Hon menade att Danmark och Sverige också har bidragit till misslyckandet. Tillsammans skapade Danmark, som var arrangör för mötet, och Sverige, som var EU:s ordförandeland, enligt Sommestad en oöverstiglig klyfta mellan industriländer och utvecklingsländer.